# Ryan McLaughlin
Ryan McLaughlin (ur. 30 września 1994 r. w Belfaście) – północnoirlandzki piłkarz występujący na pozycji prawego obrońcy, reprezentant kraju.

## Kariera klubowa
McLaughlin karierę klubową rozpoczynał w juniorskich drużynach Lisburn Distillery, skąd w 2009 roku przeniósł się do drużyny Glenavon. Latem 2011 roku, w wieku niespełna 17 lat trafił do akademii Liverpool F.C., podpisując z klubem trzyletnią umowę.
Już w swoim pierwszym sezonie w angielskim klubie rozegrał kilka spotkań w drużynie rezerw (zespołu U-21), w tym także w ramach rozgrywek NextGen Series. Latem 2012 roku wziął udział w przedsezonowym tournée Liverpoolu po Ameryce Północnej i wystąpił w spotkaniu sparingowym z Romą. W kolejnych latach McLaughlin był podstawowym zawodnikiem drużyny U-21. Latem 2013 roku zawodnik podpisał nowy kontrakt z The Reds.
W styczniu 2014 roku został wypożyczony do grającej w Championship drużyny Barnsley. Początkowo wypożyczenie miało trwać miesiąc, jednak wobec dobrej postawy młodzika Liverpoolu zostało ono przedłużone do końca sezonu. W barwach The Tykes McLaughlin wystąpił dziewięciokrotnie.

## Kariera reprezentacyjna
McLaughlin występował w reprezentacjach Irlandii Północnej w kolejnych kategoriach wiekowych: U-16, U-17, U-19 i U-21, a w sierpniu 2012 roku otrzymał powołanie do drużyny seniorów. W meczu towarzyskim z Finlandią ostatecznie jednak nie wystąpił z uwagi na kontuzję biodra. Rok później McLaughlin nie przyjął kolejnego powołania do kadry, chcąc poprawić swoją pozycję w składzie Liverpoolu.
Ostatecznie wziął udział w zgrupowaniu drużyny narodowej w odbywającym się przed Mundialem zgrupowaniu i 30 maja 2014 r. zadebiutował w reprezentacji w przegranym meczu z Urugwajem.

## Statystyki kariery
Aktualne na dzień 26 kwietnia 2014 r..
| 2013/14            | Liverpool          | Premier League     | 0 | 0 | 0 | 0 | 0 | 0 | 0 | 0 | 0 | 0 |
| 2013/14            | Barnsley (wyp.)    | Championship       | 9 | 0 | 0 | 0 | — | — | — | — | 9 | 0 |
| Łącznie w karierze | Łącznie w karierze | Łącznie w karierze | 9 | 0 | 0 | 0 | 0 | 0 | 0 | 0 | 9 | 0 |